# Puy
Ein Puy (mfrz. puy „Anhöhe“ zu lat. podium „Ehrenplatz“) war eine im Langue-d’oïl-Sprachraum seit dem 13. Jahrhundert verbreitete Form von halbliterarischen, halbreligiösen Kulturgesellschaften, die Dichtkunst, Musik und Theater pflegten. Es ist unklar, ob sich der Begriff von der erhöhten Plattform ableitet, auf der die vorgetragenen Gedichte und Stücke inszeniert wurden, oder von der Stadt Le Puy-en-Velay in der Region Auvergne-Rhône-Alpes, in der bereits sehr früh eine literarische Gesellschaft existierte. Die Wurzel liegt in der Tradition der Troubadours. 
Die Puys stellten einen Übergang vom höfisch-adligen Minnesang zum städtischen Meistersang dar, während sich die mittelalterliche Bürgergesellschaft emanzipierte und zum Kulturträger aufrückte. Den Gesellschaften gehörten gleichermaßen Künstler und kunstinteressierte Bürger an. 
Berühmte Puys entstanden in Nordfrankreich, u. a. in Amiens, Caen, Dieppe, Douai, Rouen, Valenciennes und in Arras. Letzterer entwickelte sich zu einem literarischen Zentrum, dem zeitweilig bis zu 200 Künstler angehörten; ihre bedeutendsten Mitglieder waren die Trouvères Jean Bodel und Adam de la Halle. Die nordfranzösischen Puys veranstalteten öffentliche, lyrische und dramatische Dichtwettbewerbe, deren Gewinner zum prince, d. h. einem gewählten Fürsten, gekrönt wurden. Der Puy de Rouen, auch Puy de la Conception Notre-Dame genannt, belohnte jährlich die besten Chants royaux zu Ehren der Jungfrau Maria. 
An lyrischen Genres wurden Dit, Chanson, Jeu parti und Balladenformen gepflegt, an dramatischen Mirakel- und Mysterienspiele. Die Blüte der Puys lag zwischen dem 14. und dem 15. Jahrhundert, bis sie – ähnlich wie der deutsche Meistersang – nur noch formal den überkommenen Tradierungen folgten und allmählich niedergingen. Auf dem Gebiet des geistlichen Theaters lebten sie in den Passionsbruderschaften weiter.